# Grand-Prix Triberg-Schwarzwald 2006
Il Grand-Prix Triberg-Schwarzwald 2006, quarta edizione della corsa, valido come evento del circuito UCI Europe Tour 2006 categoria 1.1, fu disputato il 3 giugno 2006 per un percorso di 162,4 km. Fu vinto dallo sloveno Jure Golčer, al traguardo con il tempo di 4h 25' 40" alla media di 36,678 km/h.
Al traguardo 33 ciclisti portarono a termine il percorso.

## Ordine d'arrivo (Top 10)
| Pos. | Corridore          | Squadra        | Tempo    |
| ---- | ------------------ | -------------- | -------- |
| 1    | Jure Golčer        | Perutnina Ptuj | 4h25'40" |
| 2    | Steve Morabito     | Phonak         | a 2'03"  |
| 3    | Hrvoje Miholjević  | Perutnina Ptuj | s.t.     |
| 4    | Matija Kvasina     | Perutnina Ptuj | s.t.     |
| 5    | Robert Retschke    | Wiesenhof      | s.t.     |
| 6    | Simon Gerrans      | AG2R Prév.     | a 2'15"  |
| 7    | Alexandre Moos     | Phonak         | s.t.     |
| 8    | Mitja Mahorič      | Perutnina Ptuj | s.t.     |
| 9    | Elnathan Heizmann  | Regiostrom     | s.t.     |
| 10   | Andreas Matzbacher | Volksbank      | s.t.     |